# حقوق جنایی
حقوق جنائی کتابی از عبدالحسین علی‌آبادی است که در سال ۱۳۳۴ منتشر و برندهٔ جایزه کتاب سال سلطنتی شد.